# جان هیلرمن
جان هیلرمن (انگلیسی: John Hillerman؛ زادهٔ ۲۰ دسامبر ۱۹۳۲ - درگذشته ۹ نوامبر ۲۰۱۷) یک هنرپیشه اهل ایالات متحده آمریکا بود.
از فیلم‌ها یا برنامه‌های تلویزیونی که وی در آن نقش داشته‌است می‌توان به محله چینی‌ها، پالان‌های درخشان، تازه چه خبر دکتر؟ و آدری رز اشاره کرد. جان هیلرمن در ۹ نوامبر ۲۰۱۷ در سن ۸۴ سالگی درگذشت.